# 米科拉伊夫卡 (阿列克西伊夫卡市鎮)
49°16′19″N 36°29′48″E / 49.27194°N 36.49667°E
米科拉伊夫卡（烏克蘭語：Миколаївка）是位於烏克蘭東部的村莊，由哈爾科夫州洛佐瓦區的阿列克西伊夫卡市鎮負責管轄。該村處於別列卡河左岸，距離米哈伊利夫卡和斯泰波韦4公里，始建於1931年，面積0.27平方公里，海拔高度94米，2001年人口74。